# Brachioppiella pepitensis
Brachioppiella pepitensis är en kvalsterart som först beskrevs av Hammer 1962.  Brachioppiella pepitensis ingår i släktet Brachioppiella och familjen Oppiidae.

## Underarter
Arten delas in i följande underarter:
- B. p. pepitensis
- B. p. brevipectinata